# Permetryna
Permetryna – syntetyczny organiczny związek chemiczny zaliczany do insektycydów trzeciej generacji. Używana w rolnictwie do ochrony roślin uprawnych przed szkodnikami. Należy do grupy syntetycznych pyretroidów. Silnie trująca dla owadów, działa w sposób kontaktowy i żołądkowy. Jest wysoce toksyczna dla organizmów wodnych i kotów. Dla ludzi i innych organizmów wyższych (z wyjątkiem wcześniej wspomnianych kotów), m.in. psów, jest stosunkowo nieszkodliwa.
Preparaty zawierające permetrynę i jej pochodne znajdują zastosowanie w następujących dziedzinach:
- w rolnictwie permetryna wykorzystywana jest do ochrony przed szkodnikami upraw bawełny, pszenicy, kukurydzy, lucerny; służy także do zwalczania pasożytów drobiu;
- przemysł meblowy stosuje ją w środkach impregnujących drewno jako substancję do zwalczania kołatkowatych;
- w weterynarii i ochronie zdrowia jako składnik szamponów przeciw wszom, pchłom oraz w maściach przeciw świerzbowcom; w krajach tropikalnych stosowana jest prewencyjnie w walce z insektami przenoszącymi malarię oraz dengę;
- jako środek ochrony osobistej przeciwko owadom odzież impregnowana permetryną skutecznie chroni przed przeniknięciem kleszczy do skóry człowieka; moskitiery impregnowane permetryną wspomagają walkę z rozprzestrzenianiem się malarii w krajach tropikalnych;
- powszechnie stosowana jest również jako środek sanitarny do zwalczania owadów bytujących w pomieszczeniach gospodarskich i mieszkalnych.